# サーラシ・フェレンツ
サーラシ・フェレンツ（ハンガリー語: Szálasi Ferenc, ハンガリー語発音: [ˈsaːlɒʃi ˈfɛrɛnt͡s], 1897年1月6日 - 1946年3月12日）は、ハンガリーの政治家。ハンガリーのファシスト組織、矢十字党の指導者。本姓はサロスヤン（Salosjan）。

## 生涯

### 軍人
カッサ（現在のスロヴァキア・コシツェ）出身。父親はドイツ系で、曾祖父はアルメニア系。
1915年、ウィーナー・ノイシュタットの士官学校を卒業。中尉に任官しオーストリア・ハンガリー帝国軍に入隊後は第一次世界大戦に従軍し、戦後は新たに創設されたハンガリー軍に所属した。
1925年4月から参謀本部勤務。
1930年、秘密組織・ハンガリー生活同盟に入り、その主要指導者の1人となった。
1933年に少佐に昇進し、同時期に民族主義に傾倒し、トリアノン条約で失った旧領土の回復を主張するようになった。

### ファシスト

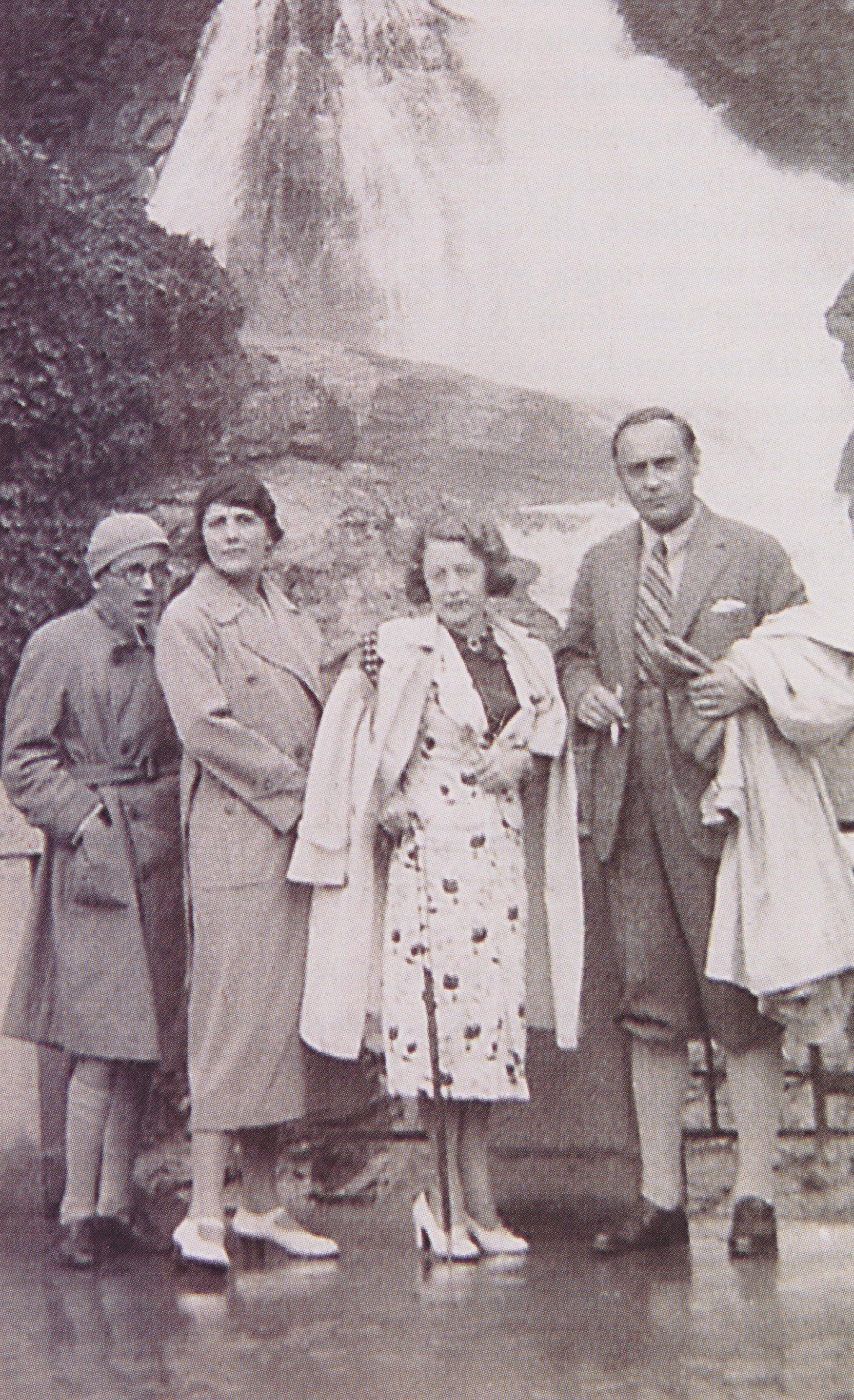
ドイツを旅行中のサーラシとギゼラ

1935年、中佐で退役し、民族主義政党・国民の意思党を創設。しかし、過激な民族主義思想を危険視したハンガリー政府により1937年4月に活動を禁止され、同年にハンガリー国家社会主義党を結成した。ハンガリー国家社会主義党は反ユダヤ主義を掲げ、下層階級の支持を集め勢力を拡大していった。
1938年3月、アンシュルス以降のハンガリー国家社会主義党の急進化によるファシズムの浸透を危険視したハンガリー政府によりサーラシは逮捕された。逮捕後もサーラシは党における影響力を維持し、1939年に党名を変更した矢十字党の党首となった。矢十字党は同年に行われた選挙で30議席を獲得したが、第二次世界大戦勃発後に活動を禁止された。
1940年9月、第二次ウィーン裁定締結後の恩赦によりサーラシは釈放され、以降はナチス・ドイツの後ろ盾を得て活動するようになった。

### パンツァーファウスト作戦
1944年3月19日、同盟国であるハンガリーの離反を恐れたドイツはマルガレーテ作戦によりハンガリーを占領し、親独派のストーヤイ・デメが首相に任命された。ストーヤイ政権成立に伴い矢十字党は合法化されるが、8月にストーヤイが罷免されると、連合国との和平を模索する摂政ホルティ・ミクローシュは再びサーラシの逮捕を命じた。ドイツはホルティを失脚させるため10月15日にパンツァーファウスト作戦を発動し、矢十字党は郵便局、駅、ラジオ局を占拠し、ドイツ国防軍は摂政宮殿を占領した。10月16日、ホルティが摂政を退任。サーラシは国民統一政府を樹立し、総統（国民指導者）及び首相に就任。11月4日にはベレグフィ・カーロイ、ライニシュ・フェレンツ、チア・シャーンドルから成る摂政評議会の創設を布告した。これによりサーラシはハンガリーの実権を掌握したが、彼が統治する範囲はドイツ占領地のみに限られた。

### 総統（国民指導者）

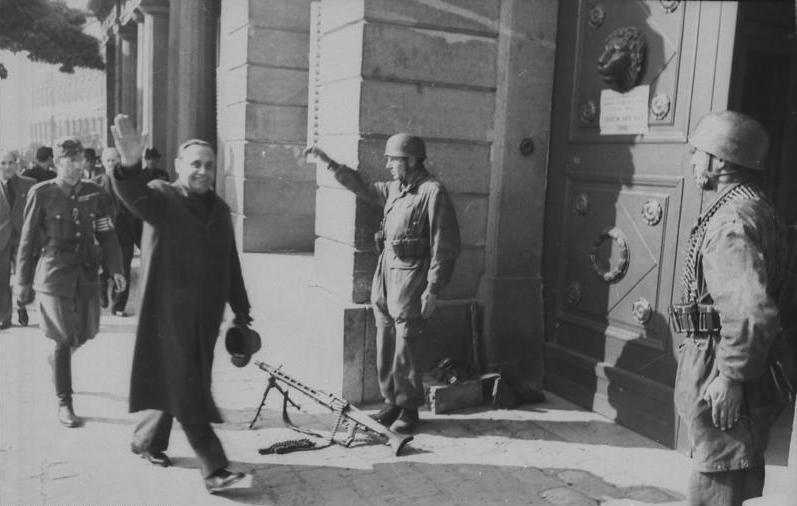
1944年10月、ブダ宮殿（摂政宮殿）に入るサーラシ

政権掌握後、サーラシはドイツの反ユダヤ政策に協力し、国内に居住する10万〜15万人のユダヤ人を殺害し、8万人のユダヤ人をアウシュヴィッツ＝ビルケナウ強制収容所に移送した。また、ドイツ軍に協力しソビエト連邦との戦いのため総動員を布告し、工業・農業資源をドイツ軍に提供し、老人や少年を徴兵し赤軍との戦闘を継続した。その一方で、サーラシは政治思想をまとめた著作の執筆や国内の視察に明け暮れたため、政務の大半は副首相のセッレーシ・イエネーが代行した。
しかし、サーラシが政権を掌握した時点でハンガリーの大半はソ連軍に占領されており、10月29日にはソ連軍・ルーマニア軍がブダペスト攻勢を開始した。ドイツ・ハンガリー軍は劣勢に立たされ、サーラシは12月9日にソンバトヘイに脱出した。サーラシら指導者は3月にはウィーンに脱出し、3月27日に国民統一政府は事実上崩壊した。4月にウィーン攻勢が開始されると、サーラシはミュンヘンに脱出した。脱出後の4月29日、長年交際していたルッツ・ギゼラと結婚した。

### 死去
1945年5月6日、ザルツブルクでアメリカ軍に投降し、10月3日にハンガリーに送還された。
1946年2月5日、リスト・フェレンツ音楽大学において戦争犯罪と反乱の罪で人民裁判に掛けられ、死刑判決を言い渡され、3月12日に政府幹部と共に絞首刑が執行された。
埋葬地は不明になっており、2008年に歴史家のコバチ・トマーシュは、ハンガリー国家警察・国家保衛部がサーラシを「ルカーチ・フェレンツ」としてブダペスト新公共墓地に埋葬したと主張したが、他の歴史家からは「明確な史料が提示されていない」として否定されている。